# Boeotarcha albitermina
Boeotarcha albitermina is een vlinder uit de familie van de grasmotten (Crambidae). De wetenschappelijke naam van de soort is voor het eerst geldig gepubliceerd in 1913 door George Francis Hampson.